# Konsztantyin Eduardovics Ciolkovszkij
Konsztantyin Eduardovics Ciolkovszkij (oroszul: Константин Эдуардович Циолковский) (Izsevszkoje, 1857. szeptember 17. (julián naptár szerint: szeptember 5.) – Kaluga, 1935. szeptember 19.) orosz származású szovjet tudós, a modern rakétatechnika és űrkutatás elméleti megalapozója. Munkásságát egy saját maga által emlegetett mondat határozza meg legjobban: „A Föld az emberiség bölcsője, de nem maradhatunk örökké bölcsőben. Az emberiség nem is marad örökké a Földön, hanem fényre és térségre vágyva előbb félszegen behatol a légkörön túli térségbe, aztán pedig meghódítja a csillagok világát”.

## Élete
Oroszország Rjazanyi kormányzóságában, Izsevszkoje faluban született, jómódú – apai ágon lengyel, anyai ágon tatár eredetű – nemesi származású családban. Kilencévesen skarlátbetegséget kapott, ami egész életét meghatározta. A skarlát miatt szinte teljesen megsüketült, ami miatt társai kicsúfolták, kirekesztették. A magányos fiú a könyvekhez menekült. Tanulmányait magánúton végezte, és érdeklődése a fizika és a matematika felé fordult. Tizenhat évesen került Moszkvába és egy saját maga által készített bádog hallókürttel járt egyetemre, ahol matematikatanári diplomát szerzett 1879-ben. A tanári diplomával a zsebében Borovszkba költözött, és ott vállalt tanári állást. Ott vette el szállásadója lányát. 1895-ben Kalugába költözött, ahol élete legtermékenyebb, legjelentősebb, de egyben legtragikusabb időszakát élte át. Itt is matematikatanárként működött, ám szabadidejében gázkinetikai, repüléselméleti és szélcsatornakísérleteket végzett. Fia 1902-ben öngyilkos lett, 1908-ban pedig árvíz rombolta le a házát. A cári Oroszország nem támogatta munkásságát, az eredményeit nem méltányolta az Akadémia. A fordulat a szovjethatalom győzelmével következett be. 1918-ban a Szocialista Akadémia tagjává választották, majd 1921-ben a légierő akadémiájának tiszteletbeli tanára lett. A szovjet érában összesen 450 publikációja jelent meg. 1935. szeptember 19-én halt meg Moszkvában, Kalugában temették el. A nagy tudós síremlékére a következő szavait vésték: Az emberiség nem marad örökké a Földön, hanem versenyfutásban a fénnyel és a térrel, először bátortalanul az atmoszféra határa mögé nyomul, azután meghódítja az egész teret a Nap körül.

## Munkássága
Első munkája a gázok kinetikus elméletének megalkotása volt, ám amikor publikálni próbálta felfedezését, közölték vele, hogy Maxwell már egy évtizede felfedezte azt. Ezt követően kezdett repüléssel kapcsolatos értekezésbe. Ennek kapcsán az évtizedekkel később polgárjogot nyert kormányozható léghajók irányításának elveivel kezdett foglalkozni. Emellett a még szintén csak mérnöki agyakban létező repülőgéppel kapcsolatos kutatásait tette közzé 1894-ben, a világon elsőként említve egy fémvázas, egy pár szárnyon repülő szerkezet gondolatát. A repülőgépekhez kapcsolódó kutatásaihoz, aerodinamikai vizsgálatok céljából Oroszországban elsőként épített és alkalmazott szélcsatornát 1897-ben. Mivel azonban támogatást nem kapott, saját családi költségvetéséből áldozott pénzt a beruházás megvalósítására. Az Akadémia csak első sikeres kísérleteit követően adott számára 470 rubelt. Ezt követően fordult a figyelme a világűr meghódítása felé. Az űrhajózással kizárólag elméleti síkon foglalkozott, amely elméletet 1903-1914 között tette közzé több művében.
Első számottevő műve a Naucsnoje Obozrenyije orosz tudományos folyóiratban 1903-ban megjelent A világűr felfedezése reaktív eszközökkel (Исследование мировых пространств реактивными приборами) volt. Ebben írta le az első kozmikus sebesség fogalmát és kalkulálta azt hozzávetőleg 8 km/s értékre (a pontos érték 7,92 km/s). Levonta a következtetést, hogy ezt a sebességet a hatás-ellenhatás elvén működő, folyékony hajtóanyagú rakétával lehet elérni.
1929-ben megjelent Kozmikus vonat (Космические поезда) c. munkájában a többlépcsős rakéta elvét is lefektette. Ezzel összeállt a későbbi sikeres űrrakéták által alkalmazott elméleti alapvetés is. Ezt az alapvetést később világszerte használták a rakétamérnökök, és ezek alapján alakultak ki Wernher von Braun és Szergej Pavlovics Koroljov rakétái.

## A Ciolkovszkij-egyenlet
{\displaystyle \Delta v\ =v_{e}\ln {\frac {m_{0}}{m_{1}}}}
vagy ezzel egyezően
{\displaystyle m_{1}=m_{0}e^{-\Delta v\ /v_{e}}}      vagy      {\displaystyle m_{0}=m_{1}e^{\Delta v\ /v_{e}}}
ahol {\displaystyle m_{0}} a kezdőtömeg és {\displaystyle m_{1}} a végső tömeg, {\displaystyle v_{e}} a rakéta égésvégi sebessége.
Ezek szerint az egyenletek szerint a hordozórakéta égésvégi sebessége nem függ attól, milyen ütemben fogyott el az üzemanyag, a végső sebesség pedig az egyes lépcsők végsebességének összege. Ezzel világított rá a többlépcsős rakéták alkalmasságára az űrutazásban.

## Magyarul megjelent művei
- Séta a holdon; ford. Szirmai Marianne, tan. Dala László; Móra, Bp., 1958
- Távol a Földtől. Tudományos fantasztikus történet; ford. Meggyesi János, életrajz Cs. Szabó Valéria; Móra, Bp., 1960